# Coupe d'Europe de rugby à XV 2004-2005
Navigation
H-Cup 2003-2004 H-Cup 2005-2006
La dixième édition de la  Coupe d'Europe de rugby 2004-2005 réunit des équipes irlandaises, italiennes, écossaises, galloises, anglaises et françaises. Les formations s'affrontent dans une première phase de six poules de quatre clubs, puis par élimination directe à partir des quarts de finale. 
En poules, la victoire rapporte quatre points, un nul deux points et une défaite rien. De plus, un point de bonus est accordé aux équipes marquant au moins quatre essais et/ou perdant par sept points au plus.
La compétition est cette année dominée par les équipes françaises avec trois représentants dans le dernier carré : le Stade toulousain, le Biarritz olympique et le Stade français Paris. Les deux derniers s'affrontent alors que les Toulousains défient les Anglais des Leicester Tigers dans leur antre. Cela n'empêche pas le Stade toulousain de gagner et de se qualifier pour sa troisième finale européenne consécutive (un record). En finale les hommes de Guy Novès retrouvent les Parisiens à Murrayfield (Édimbourg en Écosse) le 22 mai 2005 pour un match très serré entre les deux Stades. La partie est âpre et c'est un véritable combat où les défenses prennent le pas sur les attaques. Aucun essai n'est marqué et le score est de parité à la fin du temps règlementaire (quatre pénalités de chaque côté). La différence se fait lors des prolongations où les Toulousains marquent six points supplémentaires (une pénalité et un drop de Frédéric Michalak). Le Stade toulousain devient alors champion d'Europe pour la troisième fois, deux ans après son dernier titre, et devient seul le club le plus titré de la compétition.

## Première phase

### Notations
Signification des abréviations :
| - Pts : points de classement - J : matchs joués - V : nombre de victoires - N : nombre de matchs nuls | - D : nombre de défaites - EM : nombre d'essais marqués - EE : nombre d'essais encaissés - BO : points de bonus offensif | - BD : points de bonus défensif - PM : nombre de points marqués - PE : nombre de points encaissés - Δ : différence de points |

### Poule 1
| Équipe             | Pays       |
| ------------------ | ---------- |
| London Wasps       | Angleterre |
| Leicester Tigers   | Angleterre |
| Biarritz olympique | France     |
| Rugby Calvisano    | Italie     |

| Équipe                  | Pts | J | V | N | D | EM | EE | BO | BD | PM  | PE  | Δ    |
| ----------------------- | --- | - | - | - | - | -- | -- | -- | -- | --- | --- | ---- |
| Biarritz olympique (4e) | 22  | 6 | 5 | 0 | 1 | 20 | 9  | 2  | 0  | 163 | 92  | +71  |
| Leicester Tigers (8e)   | 19  | 6 | 4 | 0 | 2 | 24 | 9  | 2  | 1  | 196 | 118 | +78  |
| London Wasps            | 16  | 6 | 3 | 0 | 3 | 21 | 13 | 2  | 2  | 174 | 138 | +36  |
| Rugby Calvisano         | 0   | 6 | 0 | 0 | 6 | 9  | 43 | 0  | 0  | 79  | 264 | -185 |

| Date        | Lieu                     | Équipe             | Score | Adversaire         |
| ----------- | ------------------------ | ------------------ | ----- | ------------------ |
| 23 octobre  | Welford Road, Leicester  | Leicester Tigers   | 37-6  | Rugby Calvisano    |
| 24 octobre  | Adams Park, High Wycombe | London Wasps       | 25-12 | Biarritz olympique |
| 30 octobre  | Aguiléra, Biarritz       | Biarritz olympique | 23-8  | Leicester Tigers   |
| 30 octobre  | San Michele, Calvisano   | Rugby Calvisano    | 22-31 | London Wasps       |
| 4 décembre  | Aguiléra, Biarritz       | Biarritz olympique | 41-10 | Rugby Calvisano    |
| 5 décembre  | Adams Park, High Wycombe | London Wasps       | 31-37 | Leicester Tigers   |
| 11 décembre | San Michele, Calvisano   | Rugby Calvisano    | 17-48 | Biarritz olympique |
| 12 décembre | Welford Road, Leicester  | Leicester Tigers   | 35-27 | London Wasps       |
| 9 janvier   | Welford Road, Leicester  | Leicester Tigers   | 17-21 | Biarritz olympique |
| 9 janvier   | Adams Park, High Wycombe | London Wasps       | 45-14 | Rugby Calvisano    |
| 15 janvier  | Aguiléra, Biarritz       | Biarritz olympique | 18-15 | London Wasps       |
| 15 janvier  | San Michele, Calvisano   | Rugby Calvisano    | 10-62 | Leicester Tigers   |

### Poule 2
| Équipe              | Pays       |
| ------------------- | ---------- |
| Bath Rugby          | Angleterre |
| CS Bourgoin-Jallieu | France     |
| Leinster            | Irlande    |
| Benetton Trévise    | Italie     |

| Équipe              | Pts | J | V | N | D | EM | EE | BO | BD | PM  | PE  | Δ    |
| ------------------- | --- | - | - | - | - | -- | -- | -- | -- | --- | --- | ---- |
| Leinster (1er)      | 26  | 6 | 6 | 0 | 0 | 33 | 10 | 2  | 0  | 257 | 100 | +157 |
| Bath Rugby          | 15  | 6 | 3 | 0 | 3 | 15 | 11 | 1  | 2  | 149 | 122 | +27  |
| Benetton Trévise    | 14  | 6 | 3 | 0 | 3 | 14 | 21 | 2  | 0  | 136 | 181 | -45  |
| CS Bourgoin-Jallieu | 2   | 6 | 0 | 0 | 6 | 9  | 29 | 0  | 2  | 98  | 237 | -139 |

| Date        | Lieu                           | Équipe              | Score | Adversaire          |
| ----------- | ------------------------------ | ------------------- | ----- | ------------------- |
| 23 octobre  | Recreation Ground, Bath        | Bath Rugby          | 22-12 | CS Bourgoin-Jallieu |
| 23 octobre  | Di Monigo, Trévise             | Benetton Trévise    | 9-25  | Leinster            |
| 29 octobre  | Pierre-Rajon, Bourgoin-Jallieu | CS Bourgoin-Jallieu | 0-34  | Benetton Trévise    |
| 30 octobre  | Lansdowne Road, Dublin         | Leinster            | 30-11 | Bath Rugby          |
| 4 décembre  | Di Monigo, Trévise             | Benetton Trévise    | 29-23 | Bath Rugby          |
| 4 décembre  | Lansdowne Road, Dublin         | Leinster            | 92-17 | CS Bourgoin-Jallieu |
| 10 décembre | Pierre-Rajon, Bourgoin-Jallieu | CS Bourgoin-Jallieu | 23-26 | Leinster            |
| 11 décembre | Recreation Ground, Bath        | Bath Rugby          | 47-7  | Benetton Trévise    |
| 8 janvier   | Recreation Ground, Bath        | Bath Rugby          | 23-27 | Leinster            |
| 8 janvier   | Di Monigo, Trévise             | Benetton Trévise    | 40-29 | CS Bourgoin-Jallieu |
| 15 janvier  | Lansdowne Road, Dublin         | Leinster            | 57-17 | Benetton Trévise    |
| 15 janvier  | Pierre-Rajon, Bourgoin-Jallieu | CS Bourgoin-Jallieu | 17-23 | Bath Rugby          |

### Poule 3
| Équipe             | Pays           |
| ------------------ | -------------- |
| Northampton Saints | Angleterre     |
| Stade toulousain   | France         |
| Llanelli Scarlets  | Pays de Galles |
| Glasgow Rugby      | Écosse         |

| Équipe                  | Pts | J | V | N | D | EM | EE | BO | BD | PM  | PE  | Δ   |
| ----------------------- | --- | - | - | - | - | -- | -- | -- | -- | --- | --- | --- |
| Stade toulousain (2e)   | 24  | 6 | 5 | 0 | 1 | 21 | 9  | 3  | 1  | 181 | 104 | +77 |
| Northampton Saints (7e) | 21  | 6 | 5 | 0 | 1 | 11 | 6  | 1  | 0  | 128 | 101 | +27 |
| Llanelli Scarlets       | 13  | 6 | 2 | 0 | 4 | 15 | 17 | 3  | 2  | 132 | 157 | -25 |
| Glasgow Rugby           | 2   | 6 | 0 | 0 | 6 | 10 | 25 | 0  | 2  | 107 | 186 | -79 |

| Date        | Lieu                           | Équipe             | Score | Adversaire         |
| ----------- | ------------------------------ | ------------------ | ----- | ------------------ |
| 22 octobre  | Stradey Park, Llanelli         | Llanelli Scarlets  | 6-9   | Stade toulousain   |
| 24 octobre  | Hughenden, Glasgow             | Glasgow Rugby      | 9-13  | Northampton Saints |
| 29 octobre  | Ernest-Wallon, Toulouse        | Stade toulousain   | 43-17 | Glasgow Rugby      |
| 30 octobre  | Franklins Gardens, Northampton | Northampton Saints | 25-3  | Llanelli Scarlets  |
| 4 décembre  | Franklins Gardens, Northampton | Northampton Saints | 23-21 | Stade toulousain   |
| 5 décembre  | Hughenden, Glasgow             | Glasgow Rugby      | 26-29 | Llanelli Scarlets  |
| 11 décembre | Ernest-Wallon, Toulouse        | Stade toulousain   | 25-12 | Northampton Saints |
| 12 décembre | Stradey Park, Llanelli         | Llanelli Scarlets  | 38-22 | Glasgow Rugby      |
| 7 janvier   | Hughenden, Glasgow             | Glasgow Rugby      | 10-30 | Stade toulousain   |
| 9 janvier   | Stradey Park, Llanelli         | Llanelli Scarlets  | 20-22 | Northampton Saints |
| 14 janvier  | Ernest-Wallon, Toulouse        | Stade toulousain   | 53-36 | Llanelli Scarlets  |
| 14 janvier  | Franklins Gardens, Northampton | Northampton Saints | 33-23 | Glasgow Rugby      |

### Poule 4
| Équipe                | Pays           |
| --------------------- | -------------- |
| Harlequins            | Angleterre     |
| Castres olympique     | France         |
| Neath-Swansea Ospreys | Pays de Galles |
| Munster               | Irlande        |

| Équipe                | Pts | J | V | N | D | EM | EE | BO | BD | PM  | PE  | Δ    |
| --------------------- | --- | - | - | - | - | -- | -- | -- | -- | --- | --- | ---- |
| Munster (5e)          | 22  | 6 | 5 | 0 | 1 | 12 | 4  | 1  | 1  | 121 | 74  | +47  |
| Castres olympique     | 16  | 6 | 3 | 1 | 2 | 16 | 13 | 2  | 0  | 157 | 121 | +36  |
| Neath-Swansea Ospreys | 14  | 6 | 3 | 0 | 3 | 11 | 10 | 1  | 1  | 135 | 115 | +20  |
| Harlequins            | 3   | 6 | 0 | 1 | 5 | 7  | 19 | 0  | 1  | 81  | 184 | -103 |

| Date        | Lieu                      | Équipe                | Score   | Adversaire            |
| ----------- | ------------------------- | --------------------- | ------- | --------------------- |
| 23 octobre  | Thomond Park, Limerick    | Munster               | 15-9    | Harlequins            |
| 23 octobre  | Pierre-Antoine, Castres   | Castres olympique     | 38-17   | Neath-Swansea Ospreys |
| 30 octobre  | Twickenham Stoop, Londres | Harlequins            | 23 - 23 | Castres olympique     |
| 31 octobre  | St Helens, Swansea        | Neath-Swansea Ospreys | 18-20   | Munster               |
| 3 décembre  | Pierre-Antoine, Castres   | Castres olympique     | 19-12   | Munster               |
| 5 décembre  | St Helens, Swansea        | Neath-Swansea Ospreys | 24-7    | Harlequins            |
| 11 décembre | Twickenham Stoop, Londres | Harlequins            | 19-46   | Neath-Swansea Ospreys |
| 11 décembre | Thomond Park, Limerick    | Munster               | 36-8    | Castres olympique     |
| 8 janvier   | Pierre-Antoine, Castres   | Castres olympique     | 58 - 13 | Harlequins            |
| 8 janvier   | Thomond Park, Limerick    | Munster               | 20-10   | Neath-Swansea Ospreys |
| 15 janvier  | Twickenham Stoop, Londres | Harlequins            | 10-18   | Munster               |
| 15 janvier  | The Gnoll, Neath          | Neath-Swansea Ospreys | 20-11   | Castres olympique     |

### Poule 5
| Équipe                | Pays           |
| --------------------- | -------------- |
| Newcastle Falcons     | Angleterre     |
| USA Perpignan         | France         |
| Newport Gwent Dragons | Pays de Galles |
| Edinburgh Rugby       | Écosse         |

| Équipe                 | Pts | MJ | V | N | D | EM | EE | BO | BD | PM  | PE  | DP  |
| ---------------------- | --- | -- | - | - | - | -- | -- | -- | -- | --- | --- | --- |
| Newcastle Falcons (6e) | 21  | 6  | 5 | 0 | 1 | 10 | 11 | 1  | 0  | 113 | 104 | +9  |
| USA Perpignan          | 15  | 6  | 3 | 0 | 3 | 15 | 10 | 2  | 1  | 133 | 107 | +26 |
| Newport Gwent Dragons  | 15  | 6  | 3 | 0 | 3 | 17 | 12 | 2  | 1  | 124 | 99  | +25 |
| Edinburgh Rugby        | 7   | 6  | 1 | 0 | 5 | 10 | 19 | 1  | 2  | 92  | 152 | -60 |

| Date        | Lieu                     | Équipe                | Score | Équipe                |
| ----------- | ------------------------ | --------------------- | ----- | --------------------- |
| 22 octobre  | Aimé-Giral, Perpignan    | USA Perpignan         | 23-0  | Edinburgh Rugby       |
| 23 octobre  | Rodney Parade, Newport   | Newport Gwent Dragons | 6-10  | Newcastle Falcons     |
| 31 octobre  | Murrayfield, Édimbourg   | Edinburgh Rugby       | 13-17 | Newport Gwent Dragons |
| 31 octobre  | Kingston Park, Newcastle | Newcastle Falcons     | 19-14 | USA Perpignan         |
| 4 décembre  | Rodney Parade, Newport   | Newport Gwent Dragons | 27-14 | USA Perpignan         |
| 5 décembre  | Kingston Park, Newcastle | Newcastle Falcons     | 34-24 | Edinburgh Rugby       |
| 11 décembre | Murrayfield, Édimbourg   | Edinburgh Rugby       | 10-13 | Newcastle Falcons     |
| 11 décembre | Aimé-Giral, Perpignan    | USA Perpignan         | 32-9  | Newport Gwent Dragons |
| 8 janvier   | Rodney Parade, Newport   | Newport Gwent Dragons | 48-5  | Edinburgh Rugby       |
| 8 janvier   | Aimé-Giral, Perpignan    | USA Perpignan         | 32-12 | Newcastle Falcons     |
| 16 janvier  | Murrayfield, Édimbourg   | Edinburgh Rugby       | 40-17 | USA Perpignan         |
| 16 janvier  | Kingston Park, Newcastle | Newcastle Falcons     | 25-17 | Newport Gwent Dragons |

### Poule 6
| Équipe               | Pays           |
| -------------------- | -------------- |
| Gloucester RFC       | Angleterre     |
| Stade français Paris | France         |
| Cardiff Blues        | Pays de Galles |
| Ulster               | Irlande        |

| Équipe                    | Pts | J | V | N | D | EM | EE | BO | BD | PM  | PE  | Δ   |
| ------------------------- | --- | - | - | - | - | -- | -- | -- | -- | --- | --- | --- |
| Stade français Paris (3e) | 23  | 6 | 5 | 0 | 1 | 20 | 9  | 3  | 0  | 179 | 90  | +89 |
| Gloucester RFC            | 14  | 6 | 3 | 0 | 3 | 14 | 12 | 1  | 1  | 144 | 128 | +16 |
| Ulster                    | 13  | 6 | 3 | 0 | 3 | 5  | 13 | 0  | 1  | 88  | 139 | -51 |
| Cardiff Blues             | 7   | 6 | 1 | 0 | 5 | 8  | 13 | 0  | 3  | 98  | 152 | -54 |

| Date        | Lieu                  | Équipe               | Score | Adversaire           |
| ----------- | --------------------- | -------------------- | ----- | -------------------- |
| 22 octobre  | Ravenhill, Belfast    | Ulster               | 21-16 | Cardiff Blues        |
| 23 octobre  | Jean-Bouin, Paris     | Stade français Paris | 39-31 | Gloucester RFC       |
| 29 octobre  | Arms Park, Cardiff    | Cardiff Blues        | 15-38 | Stade français Paris |
| 30 octobre  | Kingsholm, Gloucester | Gloucester RFC       | 55-13 | Ulster               |
| 4 décembre  | Jean-Bouin, Paris     | Stade français Paris | 30-10 | Ulster               |
| 4 décembre  | Kingsholm, Gloucester | Gloucester RFC       | 23-19 | Cardiff Blues        |
| 11 décembre | Arms Park, Cardiff    | Cardiff Blues        | 16-23 | Gloucester RFC       |
| 11 décembre | Ravenhill, Belfast    | Ulster               | 18-10 | Stade français Paris |
| 7 janvier   | Ravenhill, Belfast    | Ulster               | 14-12 | Gloucester RFC       |
| 7 janvier   | Jean-Bouin, Paris     | Stade français Paris | 35-16 | Cardiff Blues        |
| 16 janvier  | Arms Park, Cardiff    | Cardiff Blues        | 16-12 | Ulster               |
| 16 janvier  | Kingsholm, Gloucester | Gloucester RFC       | 0-27  | Stade français Paris |

## Analyse de la première phase
Encore une fois, les places en quart de finale se partagent entre trois clubs français, deux anglais et deux provinces irlandaises. Le Leinster fait carton plein avec six victoires en six matchs et termine meilleur premier avec 26 points. Viennent ensuite les trois équipes françaises avec dans l'ordre le Stade toulousain, le Stade français Paris et le Biarritz olympique, ce qui leur permet de jouer chacune leur quart à domicile. Il faut noter l'exploit de Biarritz  qui sort premier de sa poule,  de loin la plus relevée de la compétition où figurent les Leicester Tigers doubles vainqueurs et les London Wasps champions sortants. Ces derniers d'ailleurs font les frais du beau parcours des Biarrots et ne terminent que troisièmes du groupe. Éliminés dès le premier tour, ils ne peuvent défendre leur titre. Outre les Leicester Tigers, les trois autres équipes qualifiées sont le Munster, les Newcastle Falcons et les Northampton Saints.

## Quarts de finale
| Date      | Lieu                    | Équipe               | Score | Adversaire         |
| --------- | ----------------------- | -------------------- | ----- | ------------------ |
| 1er avril | Stadium, Toulouse       | Stade toulousain     | 37-9  | Northampton Saints |
| 2 avril   | Lansdowne Road, Dublin  | Leinster             | 13-29 | Leicester Tigers   |
| 2 avril   | Parc des Princes, Paris | Stade français Paris | 48-8  | Newcastle Falcons  |
| 3 avril   | Anoeta, Saint-Sébastien | Biarritz olympique   | 19-10 | Munster            |

## Demi-finales
| 23 avril 2005 | Stade français Paris                                                                                                   | 20 - 17 (3-9) | Biarritz olympique                                                    | Parc des Princes, Paris 42 000 spectateurs Arbitre : Tony Spreadbury |
| 23 avril 2005 | Essai(s) : Fillol (73e), Dominici (80e+9) Transformation(s) : Fillol 2 (74e, 80e+10) Pénalité(s) : Fillol 2 (28e, 53e) |               | Essai(s) : Traille (65e) Pénalité(s) : Yachvili 4 (8e, 18e, 25e, 55e) | Parc des Princes, Paris 42 000 spectateurs Arbitre : Tony Spreadbury |
| 23 avril 2005 | |               |                                                                       | Parc des Princes, Paris 42 000 spectateurs Arbitre : Tony Spreadbury |

| 24 avril 2005 | Leicester Tigers                                                                                         | 19 - 27 (9-10) | Stade toulousain | Walkers Stadium, Leicester 32 000 spectateurs Arbitre : Alain Rolland |
| 24 avril 2005 | Essai(s) : Varndell (80e+4) Transformation(s) : Goode (80e+5) Pénalité(s) : Goode 4 (10e, 26e, 33e, 60e) |                | Essai(s) : F.Maka (2e), Élissalde (50e), Michalak (73e), Transformation(s) : Élissalde 3 (3e), (51e), (74e) Pénalité(s) : Élissalde 2 (14e, 64e) | Walkers Stadium, Leicester 32 000 spectateurs Arbitre : Alain Rolland |
| 24 avril 2005 | |                | | Walkers Stadium, Leicester 32 000 spectateurs Arbitre : Alain Rolland |

## Finale
| Équipes                 | Stade français Paris - Stade toulousain |
| Score                   | 12 - 18 après prolongation (12 - 6 à la mi-temps, 12 - 12 à la fin du temps règlementaire, 12 - 15 à la mi-temps de la prolongation) |
| Date                    | 22 mai 2005 |
| Stade                   | Murrayfield, Édimbourg |
| Spectateurs             | 51 236 |
| Arbitre                 | Chris White |
| Composition des équipes | |
| Stade français Paris    | Titulaires : 15 Juan Martín Hernández, 14 Julien Arias, 13 Stéphane Glas, 12 Brian Liebenberg puis Olivier Sarramea (80e), 11 Christophe Dominici, 10 David Skrela, 9 Agustin Pichot puis Jérôme Fillol (75e), 8 Shaun Sowerby, 7 Rémy Martin, 6 Mauro Bergamasco puis Pierre Rabadan (71e), 5 Mike James puis Olivier Brouzet (54e), 4 David Auradou (cap.), 3 Pieter de Villiers puis Sylvain Marconnet (51e), 2 Mathieu Blin puis Benjamin Kayser (56e), 1 Rodrigo Roncero. Remplaçants : 16 Benjamin Kayser, 17 Sylvain Marconnet, 18 Olivier Brouzet, 19 Pierre Rabadan, 20 Regan King, 21 Olivier Sarramea, 22 Jérôme Fillol.                 |
| Stade toulousain        | Titulaires : 15 Clément Poitrenaud, 14Vincent Clerc puis Cédric Heymans (65e), 13 Yannick Jauzion, 12 Florian Fritz, 11 Gareth Thomas, 10 Frédéric Michalak, 9 Jean-Baptiste Élissalde puis Jean-Frédéric Dubois (80e), 8 Christian Labit puis Isitolo Maka (65e), 7 Finau Maka, 6 Trevor Brennan, 5 Romain Millo-Chluski puis David Gerard (71e), 4 Fabien Pelous (cap.) puis Jean Bouilhou (44e), 3 Omar Hasan, 2 William Servat puis Yannick Bru (65e), 1 Jean-Baptiste Poux puis Daan Human (52e). Remplaçants : 16 Yannick Bru, 17 Daan Human, 18 Isitolo Maka, 19 Jean Bouilhou, 20 Jean-Frédéric Dubois, 21 Cédric Heymans, 22 David Gerard. |
| Points marqués          | |
| Stade français Paris    | 4 pénalités de David Skrela (12e, 15e, 29e, 40e+3) |
| Stade toulousain        | 5 pénalités de Jean-Baptiste Élissalde (24e, 33e, 50e), Frédéric Michalak (80e+7, 82e) et 1 drop de Frédéric Michalak (92e) |
| Évolution du score      | 3-0, 6-0, 6-3, 9-3, 9-6, 12-6, mt, 12-9, 12-12, tr, 12-15, mtp, 12-18 |